# Jürgen Klinsmann
Jürgen Klinsmann (* 30. července 1964, Göppingen) je německý fotbalový trenér a bývalý hráč, který hrál za mnoho předních evropských klubů a byl členem německé fotbalové reprezentace která vyhrála mistrovství světa ve fotbale 1990. Byl jedním z nejvýznamnějších německých útočníků během 90. let 20. století. Pelé ho roku 2004 zařadil mezi 125 nejlepších žijících fotbalistů. V sezóně 1987/88 se stal s 19 góly nejlepším střelcem německé Bundesligy.
Jeho synem je fotbalový brankář Jonathan Klinsmann.
Klinsmann spíše než na fyzické predispozice spoléhal na herní inteligenci a „čich“ na góly.

## Klubová kariéra
V klubu Stuttgarter Kickers debutoval Klinsmann mezi profesionály v 17 letech. V roce 1984 odešel do klubu městského rivala s názvem VfB Stuttgart, který hrál nejvyšší německou ligovou soutěž, Bundesligu. V té se stal v sezóně 1987/88 nejlepším střelcem, v roce 1988 německým hráčem roku a v sezóně 1988/89 s týmem premiérově dokráčel do finále Poháru UEFA, kde ale Stuttgart prohrál s Neapolí. Klinsmann srovnával v první půli druhého (domácího) finálového duelu na 1:1, avšak zápas dopadl nerozhodně 3:3 a v součtu s prvním zápasem 4:5. Celkově za Stuttgart nastřílel 94 gólů ve 186 zápasech napříč soutěžemi.
Roku 1989 přestoupil do týmu italského velkoklubu Interu Milán, kde pod trenérem Giovanni Trapattoniho působili dva němečtí fotbalisté Lothar Matthäus a Andreas Brehme. Zkraje svého milánského působení si připsal triumf v italském superpoháru Supercoppa italiana. „Klinsi“ skóroval už ve svém druhém utkání v italské lize, a to na půdě Bologni. Nato se prosadil proti Juventusu v Derby d'Italia a přispěl k výhře 2:1. Na Veroně si připsal první a zároveň poslední hattrick této sezóny. Klinsmann se s 15 góly stal nejlepším střelcem mužstva, italský titul ovšem brala Maradonova Neapol.
Sezónu 1990/91 zakončil se 14 ligovými góly. Inter skončil podruhé za sebou znovu třetí, tentokráte ale vybojovala titul Sampdoria Janov.
Po Interu si Klinsmannovy služby zajistil klub AS Monaco hrající ve francouzské lize. V průběhu první sezóny vsítil čtyři góly do sítě Auxerre a pomohl k zisku druhého místa, které platilo za překvapivé. Protože mistrovská Marseille se kvůli korupčnímu skandálu nemohlo účastnit Ligy mistrů, dostalo Monako možnost ji nahradit. Klinsmann patřil ke hlavním strůjcům historického postupu do semifinále, zde ale on ani jeho spoluhráči nestačili na AC Milán, jenž soutěž vyhrál. Postup vyvažovala situace v lize, kde Monako skončilo ve středu tabulky. Atmosféra v kabině se zhoršila, Klinsmann se dostal do pře s některými spoluhráči kvůli jejich výkonnosti a nakonec odešel do Anglie.
Klinsmanna za částku dvou milionů liber koupil londýnský celek Tottenham Hotspur, jemuž se nedařilo dosahovat nejvyšších příček a končíval těsně pod pomyslným vrcholem. Anglický tisk jej ale vykresloval negativně, díky jeho sklonům „simulovat“ pády při zákrocích soupeře a i díky jeho účasti na vyřazení jejich reprezentace na MS 1990. Klinsmannovi se zdařil debutový zápas proti Sheffieldu Wednesday, ve kterém po centru Andertona přesně zacílil hlavou a vítězným gólem rozhodl o výsledku 4:3 pro Tottenham. Při oslavě gólu prokázal smysl pro humor, když se vrhl na trávník a předváděl jemu vytýkané simulování. Po srážce s obráncem soupeře zápas nedohrál, ale to se obešlo bez následků. Andrew Anthony píšící pro The Guardian napsal v době jeho příchodu článek Proč nesnáším Jürgena Klinsmanna, na což sám o pár měsíců později navázal dalším článkem Proč miluji Jürgena Klinsmanna.
Německý forvard utvořil útočné duo s „Teddym“ Sheringhamem a oba v celkovém součtu nastříleli v sezóně Premier League 1994/95 39 gólů (Klinsmann 21 a Sheringham 18). Klinsmann k tomu přidal pět gólů napříč šesti zápasy v tažení Pohárem FA (FA Cup), přičemž se podepsal pod vítězným gólem ve venkovním čtvrtfinále proti Livepoolu (2:1). Semifinále ovšem dopadlo porážkou 1:4 s Evertonem.

## Reprezentační kariéra
Klinsmann byl v roce 1988 nominován na Západním Německém pořádané Mistrovství Evropy. Ve druhém skupinovém zápase s Dánskem otevřel skóre a Německo nakonec vyhrálo 2:0,
postoupilo a bylo v semifinále vyřazeno pozdějším vítězem Nizozemskem.
Pod vedením Franze Beckenbauera se Západní Německo vydalo na Mistrovství světa, jenž roku 1990 pořádala Itálie. Proti Jugoslávii zvyšoval „Klinsi“ na 2:0 tzv. rybičkou (angl. diving header).
Také zásluhou dvou gólů Lothara Matthäuse vyhráli Němci 4:1 a zvládli i další zápas proti Spojeným arabským emirátům.
To nejprve nahrál na gól partnerovi v útoku, Rudimu Völlerovi, sám pak z hlavičky přidal druhý a podílel se na celkové výhře 5:1 nad nováčkem turnaje.
Po remíze 1:1 s Kolumbií čekalo v osmifinále Nizozemsko. Po přibližně 20 minutách byl na každé straně jeden vyloučený, Klinsmann tak zápas dohrával v útoku sám, přesto podal jeden z nejlepších výkonů na šampionátu a podle tehdejšího plátku Süddeutsche Zeitung ten vůbec nejlepší.
Třetím gólem v Itálii podpořil postup do čtvrtfinále po výhře 2:1.
Proti Československu padl jediný gól, jehož autorem byl z penalty opět Matthäus. Klinsmann se dostal mezi dva obránce, spadl na zem a rozhodčí uznal celou situaci jako penaltovou.
Proti Anglii v semifinále jej důsledně bránil Des Walker, samotný zápas pak po 120 minutách a stavu 1:1 dospěl k penaltovému rozstřelu. V tom uspělo Německo a ve finále se mělo střetnout s Argentinou. Uspělo.
Roku 1996 se Klinsmann zúčastnil svého třetího a posledního Mistrovství Evropy, kdy v mužstvu plnil roli kapitána.
Ještě předtím v kvalifikaci zaznamenal 9 gólů, tedy třetinu gólů vstřelených hráči Německa.
První skupinový zápas turnaje pořádaného Anglií nemohl z důvodu disciplinárního trestu nastoupit, ale Německo navzdory jeho absenci vyhrálo 2:0 nad Českou republikou. Ve druhém zápase skupiny „C“ se dvakrát trefil proti mužstvu Ruska při výhře 3:0. Mimo jiné se stal prvním fotbalistou, který skóroval na třech Mistrovstvích Evropy za sebou.
Po remíze 0:0 s Itálií postoupilo Německo bez obdrženého gólu do čtvrtfinále. Ve 20. minutě otevřel z penalty skóre v zápase proti Chorvatsku, ale po sérii několika soupeřových zákroků ve 40. minutě kvůli potížím s lýtkovým svalem střídal.
Německo nakonec vyhrálo zápas 2:1, ale v semifinále proti domácí Anglii se muselo bez Klinsmanna opět obejít. Pořadatele vyřadilo německé mužstvo v penaltovém rozstřelu a ve finále čelilo podruhé České republice. Týmový lékař Klinsmannovi povolil nastoupit a ten pomohl rozhodnout finálové prodloužení nahrávkou na zlatý gól útočníka Olivera Bierhoffa.

### Reprezentační góly
| Gól                     | Datum                   | Místo                                                 | Soupeř                  | Skóre                   | Výsledek                | Soutěž                                            |
| Góly za Západní Německo | Góly za Západní Německo | Góly za Západní Německo                               | Góly za Západní Německo | Góly za Západní Německo | Góly za Západní Německo | Góly za Západní Německo                           |
| ----------------------- | ----------------------- | ----------------------------------------------------- | ----------------------- | ----------------------- | ----------------------- | ------------------------------------------------- |
| 1                       | 27. dubna 1988          | Fritz-Walter-Stadion, Kaiserslautern, Západní Německo | Švýcarsko               | 1–0                     | 1–0                     | Přátelský zápas                                   |
| 2                       | 14. června 1988         | Parkstadion, Gelsenkirchen, Západní Německo           | Dánsko                  | 1–0                     | 2–0                     | Mistrovství Evropy ve fotbale 1988                |
| 3                       | 4. října 1989           | Westfalenstadion, Dortmund, Západní Německo           | Finsko                  | 3–0                     | 6–1                     | Kvalifikace na Mistrovství světa ve fotbale 1990  |
| 4                       | 25. dubna 1990          | Neckarstadion, Stuttgart, Západní Německo             | Uruguay                 | 3–2                     | 3–3                     | Přátelský zápas                                   |
| 5                       | 10. června 1990         | Stadio Giuseppe Meazza, Milán, Itálie                 | Jugoslávie              | 2–0                     | 4–1                     | Mistrovství světa ve fotbale 1990                 |
| 6                       | 15. června 1990         | Stadio Giuseppe Meazza, Milán, Itálie                 | Spojené arabské emiráty | 2–0                     | 5–1                     | Mistrovství světa ve fotbale 1990                 |
| 7                       | 24. června 1990         | Stadio Giuseppe Meazza, Milán, Itálie                 | Nizozemsko              | 1–0                     | 2–1                     | Mistrovství světa ve fotbale 1990                 |
| Góly za Německo         |                         |                                                       |                         |                         |                         |                                                   |
| 8                       | 10. října 1990          | Råsunda, Stockholm, Švédsko                           | Švédsko                 | 1–0                     | 3–1                     | Přátelský zápas                                   |
| 9                       | 31. října 1990          | Stade Josy Barthel, Lucemburk, Lucembursko            | Lucembursko             | 1–0                     | 3–2                     | Kvalifikace na Mistrovství Evropy ve fotbale 1992 |
| 10                      | 18. června 1992         | Ullevi, Göteborg, Švédsko                             | Nizozemsko              | 1–2                     | 1–3                     | Mistrovství Evropy ve fotbale 1992                |
| 11                      | 20. prosince 1992       | Estadio Centenario, Montevideo, Uruguay               | Uruguay                 | 4–0                     | 4–1                     | Přátelský zápas                                   |
| 12                      | 14. dubna 1993          | Ruhrstadion, Bochum, Německo                          | Ghana                   | 3–1                     | 6–1                     | Přátelský zápas                                   |
| 13                      | 14. dubna 1993          | Ruhrstadion, Bochum, Německo                          | Ghana                   | 5–1                     | 6–1                     | Přátelský zápas                                   |
| 14                      | 10. června 1993         | Robert F. Kennedy Memorial Stadium, Washington, USA   | Brazílie                | 1–3                     | 3–3                     | U.S. Cup                                          |
| 15                      | 10. června 1993         | Robert F. Kennedy Memorial Stadium, Washington, USA   | Brazílie                | 3–3                     | 3–3                     | U.S. Cup                                          |
| 16                      | 13. června 1993         | Soldier Field, Chicago, USA                           | Spojené státy americké  | 1–0                     | 4–3                     | U.S. Cup                                          |
| 17                      | 19. června 1993         | Silverdome, Pontiac, USA                              | Anglie                  | 2–1                     | 2–1                     | U.S. Cup                                          |
| 18                      | 23. března 1994         | Gottlieb-Daimler-Stadion, Stuttgart, Německo          | Itálie                  | 1–1                     | 2–1                     | Přátelský zápas                                   |
| 19                      | 23. března 1994         | Gottlieb-Daimler-Stadion, Stuttgart, Německo          | Itálie                  | 2–1                     | 2–1                     | Přátelský zápas                                   |
| 20                      | 2. června 1994          | Ernst-Happel-Stadion, Vídeň, Rakousko                 | Rakousko                | 3–0                     | 5–1                     | Přátelský zápas                                   |
| 21                      | 17. června 1994         | Soldier Field, Chicago, USA                           | Bolívie                 | 1–0                     | 1–0                     | Mistrovství světa ve fotbale 1994                 |
| 22                      | 21. června 1994         | Soldier Field, Chicago, USA                           | Španělsko               | 1–1                     | 1–1                     | Mistrovství světa ve fotbale 1994                 |
| 23                      | 27. června 1994         | Cotton Bowl, Dallas, USA                              | Jižní Korea             | 1–0                     | 3–2                     | Mistrovství světa ve fotbale 1994                 |
| 24                      | 27. června 1994         | Cotton Bowl, Dallas, USA                              | Jižní Korea             | 3–0                     | 3–2                     | Mistrovství světa ve fotbale 1994                 |
| 25                      | 2. července 1994        | Soldier Field, Chicago, USA                           | Belgie                  | 2–1                     | 3–2                     | Mistrovství světa ve fotbale 1994                 |
| 26                      | 16. listopadu 1994      | Qemal Stafa, Tirana, Albánie                          | Albánie                 | 1–0                     | 2–1                     | Kvalifikace na Mistrovství Evropy ve fotbale 1996 |
| 27                      | 14. prosince 1994       | Stadionul Republican, Kišiněv, Moldavsko              | Moldavsko               | 2–0                     | 3–0                     | Kvalifikace na Mistrovství Evropy ve fotbale 1996 |
| 28                      | 18. prosince 1994       | Fritz-Walter-Stadion, Kaiserslautern, Německo         | Albánie                 | 2–0                     | 2–1                     | Kvalifikace na Mistrovství Evropy ve fotbale 1996 |
| 29                      | 29. března 1995         | Boris Paichadze Stadium, Tbilisi, Gruzie              | Gruzie                  | 1–0                     | 2–0                     | Kvalifikace na Mistrovství Evropy ve fotbale 1996 |
| 30                      | 29. března 1995         | Boris Paichadze Stadium, Tbilisi, Gruzie              | Gruzie                  | 2–0                     | 2–0                     | Kvalifikace na Mistrovství Evropy ve fotbale 1996 |
| 31                      | 7. června 1995          | Národní stadion Vasil Levski, Sofie, Bulharsko        | Bulharsko               | 1–0                     | 2–3                     | Kvalifikace na Mistrovství Evropy ve fotbale 1996 |
| 32                      | 11. října 1995          | Cardiff Arms Park, Cardiff, Wales                     | Wales                   | 2–1                     | 2–1                     | Kvalifikace na Mistrovství Evropy ve fotbale 1996 |
| 33                      | 15. listopadu 1995      | Olympiastadion, Berlín, Německo                       | Bulharsko               | 1–1                     | 3–1                     | Kvalifikace na Mistrovství Evropy ve fotbale 1996 |
| 34                      | 15. listopadu 1995      | Olympiastadion, Berlín, Německo                       | Bulharsko               | 3–1                     | 3–1                     | Kvalifikace na Mistrovství Evropy ve fotbale 1996 |
| 35                      | 24. dubna 1996          | Feijenoord Stadion, Rotterdam, Nizozemsko             | Nizozemsko              | 1–0                     | 1–0                     | Přátelský zápas                                   |
| 36                      | 4. června 1996          | Carl-Benz-Stadion, Mannheim, Německo                  | Lichtenštejnsko         | 8–1                     | 9–1                     | Přátelský zápas                                   |
| 37                      | 16. června 1996         | Old Trafford, Manchester, Anglie                      | Rusko                   | 2–0                     | 3–0                     | Mistrovství Evropy ve fotbale 1996                |
| 38                      | 16. června 1996         | Old Trafford, Manchester, Anglie                      | Rusko                   | 3–0                     | 3–0                     | Mistrovství Evropy ve fotbale 1996                |
| 39                      | 23. června 1996         | Old Trafford, Manchester, Anglie                      | Chorvatsko              | 1–0                     | 2–1                     | Mistrovství Evropy ve fotbale 1996                |
| 40                      | 4. září 1996            | Ernest Pohl Stadium, Zabrze, Polsko                   | Polsko                  | 2–0                     | 2–0                     | Přátelský zápas                                   |
| 41                      | 9. října 1996           | Stadion Hrazdan, Jerevan, Arménie                     | Arménie                 | 2–0                     | 5–1                     | Kvalifikace na Mistrovství světa ve fotbale 1998  |
| 42                      | 10. září 1997           | Westfalenstadion, Dortmund, Německo                   | Arménie                 | 1–0                     | 4–0                     | Kvalifikace na Mistrovství světa ve fotbale 1998  |
| 43                      | 10. září 1997           | Westfalenstadion, Dortmund, Německo                   | Arménie                 | 2–0                     | 4–0                     | Kvalifikace na Mistrovství světa ve fotbale 1998  |
| 44                      | 5. června 1998          | Carl-Benz-Stadion, Mannheim, Německo                  | Lucembursko             | 2–0                     | 7–0                     | Přátelský zápas                                   |
| 45                      | 15. června 1998         | Parc des Princes, Paříž, Francie                      | Spojené státy americké  | 2–0                     | 2–0                     | Mistrovství světa ve fotbale 1998                 |
| 46                      | 25. června 1998         | Stade de la Mosson, Montpellier, Francie              | Írán                    | 2–0                     | 2–0                     | Mistrovství světa ve fotbale 1998                 |
| 47                      | 29. června 1998         | Stade de la Mosson, Montpellier, Francie              | Mexiko                  | 1–1                     | 2–1                     | Mistrovství světa ve fotbale 1998                 |

## Trenérská kariéra
Byl i trenérem německé reprezentace, se kterou obsadil třetí místo na Mistrovství světa 2006. 12. července 2006 oficiálně oznámil, že na post trenéra národního týmu rezignuje. Novým trenérem se stal jeho asistent Joachim Löw.
Později trénoval v sezóně 2008/09 Bayern Mnichov, pět ligových kol před koncem byl však propuštěn.
Po odmlce se stal v roce 2011 trenérem reprezentace USA, se kterou v roce 2013 po „nijakém“ začátku angažmá zaznamenal sérii 12 po sobě jdoucích výher. Vítězná série protkala i mezinárodní turnaj v podobě Zlatého poháru CONCACAF, na kterém Američané roku 2013 triumfovali.
Následující rok dovedl na Mistrovství světa americký výběr ze skupiny smrti k postupu do osmifinále, avšak ve kterém nestačil na Belgii. V roce 2016 dovedl Američany ke čtvrtému místu na Copa América Centenario, výročním (jiho)americkém turnaji. V listopadu roku 2016 byl odvolán poté, co jeho svěřenci prohráli první dvě kvalifikační utkání na Mistrovství světa 2018, a to včetně toho proti Mexiku, proti kterému Američané prohráli na domácí půdě vůbec poprvé.
V listopadu roku 2019 byl oznámen trenérem Herthy Berlín, ale toto angažmá trvalo „pouhé“ tři měsíce.

## Individuální ocenění
- 2× Fotbalista roku (Německo) [21][22]
  - Západní Německo (1988)
  - Německo (1994)
- 1× Fotbalista roku anglické ligy podle FWA (1995) [23]
- 1× Hráč měsíce anglické ligy (srpen 1994) [24]
- člen FIFA 100 [1]